# Petras Mikelionis
Petras Mikelionis (* 4. April 1939 in Smarliūnai, Rajongemeinde Lazdijai; † 19. April 2022) war ein litauischer Politiker, Vizebürgermeister der Rajongemeinde Kaunas.

## Leben
1950 absolvierte er die Grundschule Smarliūnai, legte 1957 das Abitur an der Mittelschule Veisiejai ab und beendete 1963 das Studium der Agronomie an der Lietuvos žemės ūkio akademija.
Von 1965 bis 1973 war er Direktor im Sowchos Pagynė. Von 1995 bis 1997 leitete er den Bezirk Kaunas. Von 1990 bis 1992 und von 2000 bis 2003 war er Bürgermeister der Rajongemeinde Kaunas.